# Afrikaanse dwergijsvogel
De Afrikaanse dwergijsvogel (Ispidina picta, synoniem: Ceyx pictum) is een vogelsoort uit de familie ijsvogels (Alcedinidae) die voorkomt in Sub-Saharisch Afrika.

## Kenmerken
De vogel is gemiddeld 12 cm en weegt 9 tot 16 g. Deze ijsvogel heeft een donkerblauwe rug en vleugels en een roodbruine borst. De staart en de vleugelpennen zijn zwart. Het keeltje is wit. Op de zwarte kop bevinden zich blauwe dwarsstrepen. De iris is donkerbruin en de snavel en  poten zijn rood. Onvolwassen vogels zijn doffer van kleur.

## Leefwijze
Deze vogel zoekt zijn voedsel vanaf een tak laag boven de grond. Zijn prooien bestaan uit insecten (sprinkhanen en krekels, vlinders etc.) en kleine gewervelde dieren zoals kikkers en gekko's tussen het gras. De prooien worden in vlucht verschalkt en daarna op een tak doodgeslagen en met de kop naar voren naar binnen gewerkt.

## Verspreiding en leefgebied
Deze telt drie ondersoorten:
- I. p. picta: van Senegal en Gambia tot Ethiopië en zuidelijk tot Oeganda.
- I. p. ferrugina: van Guinee-Bissau tot westelijk Oeganda en zuidelijk tot Angola, Zambia en noordelijk Tanzania.
- I. p. natalensis: van zuidelijk Angola tot centraal Tanzania en noordelijk en oostelijk Zuid-Afrika.

Het leefgebied bestaat uit dicht, groenblijvend bos, riviergeleidend bos, moerasbos met ook stukken bos in verder droog vlak gebied, verder plantages, bouw- en weiland afgewisseld met bomen en grote tuinen. Vogels die in de drogere gebieden broeden, trekken 's winters naar meer vochtige streken rond de evenaar.

## Status
De grootte van de wereldpopulatie is niet gekwantificeerd. Het is een vrij algemene vogel, wat schaarser aan de randen van het verspreidingsgebied. 's Nachts trekkende vogels botsen in Zimbabwe en Zuid-Afrika vaak tegen gebouwen in grote steden zoals Durban. Overigens veronderstelt men dat de soort in aantal stabiel is. Om deze redenen staat de Afrikaanse dwergijsvogel als niet bedreigd op de Rode Lijst van de IUCN.